# حیدر عبودی
حیدر عبودی (عربی: حيدر عبودي؛ زادهٔ ۲۶ مارس ۱۹۸۷) یک بازیکن فوتبال اهل عراق است.
از باشگاه‌هایی که در آن بازی کرده‌است می‌توان به بغداد، نجف، و باشگاه ورزشی الفجیره امارات، نجف، و تیم ملی فوتبال عراق اشاره کرد.
وی همچنین در تیم ملی فوتبال تیم ملی فوتبال عراق بازی کرده است.